# Istarski ogranak Društva hrvatskih književnika
Istarski ogranak Društva hrvatskih književnika (IO DHK), granska udruga Društva hrvatskih književnika (utemeljenog 1900. u Zagrebu), osnovana u Puli 2. VII. 1990., a okuplja članove DHK s područja Istarske županije te one koji su s njom povezani rođenjem, književno-publicističkim radom i tematikom. 

### Osnivanje i ustroj
Na osnivačkoj skupštini IO-a u tadašnjoj Naučnoj biblioteci (danas: Sveučilišna knjižnica u Puli) sudjelovali su, između ostalih: Tatjana Arambašin, Boris Biletić, Aldo Kliman, Daniel Načinović, Miroslav Sinčić i Stjepan Vukušić. Godine 2025. IO okuplja 70-ak pisaca, među kojima je 30-ak punopravnih članova središnjice DHK. Unutar Ogranka djeluju i članovi-suradnici. Osim zainteresiranih, a dotad neorganiziranih istarskih književnika, veliku je potporu osnutku Ogranka dao tadašnji pulski gradonačenik, pok. dr. sc. Luciano Delbianco i ondašnji predsjednik DHK, pok. akademik Nedjeljko Fabrio. 
Od osnutka predsjednici IO DHK bili su: B. Biletić, Miroslav Sinčić, Tomislav Milohanić, Goran Filipi, Daniel Načinović i aktualni B. Biletić. Prvi tajnik Ogranka bio je Miodrag Kalčić, zatim je tajnica Jadranka Ostić, a danas Vanja Grubišić. Sjedište IO DHK je u Puli, službenog naziva Klub hrvatskih književnika „Dr. Ljubica Ivezić“.

### Aktivnost
IO DHK najaktivnija je grana DHK, i programima i nakladništvom, među deset njih koje djeluju izvan Zagreba, te jedini preostali sustavan pulski i istarski nakladnik.
Ogranak se bavi raznolikim oblicima vrednovanja i aktualizacije književne baštine u Istri, promicanjem suvremenoga književno-publicističkog stvaralaštva, književnim komunikacijama širom Hrvatske, književnim vezama sa svijetom, nakladništvom, predstavljanjima, obilježavanjem književno-kulturnih i povijesnih obljetnica te drugim aktivnostima. Ipak, glavne su djelatnosti nakladništvo, organizacija književnih priredaba, predstavljanje knjiga i pružanje pomoći pri objavljivanju literarnih ostvarenja članova. Osim književnom suradnjom u kontekstu hrvatske književnosti, osobita se pažnja posvećuje prožimanju sa susjednim književnostima i kulturama, najprije na istarskome području. Posebna pozornost pridaje se dijalektalnom stvaralaštvu te vrednovanju raznolikih lingvostilističkih osobitosti sjevernojadranskoga područja.
Ogranak je otvorio prve mrežne stranice i prvu web-knjižaru unutar DHK.

### ČasopisNova Istra
U nakladi Ogranka od 1996. izlazi časopis za književnost, umjetnost i kulturu Nova Istra, nastavljač tradicija književne periodike, časopisa za književnost, kulturu i društvena pitanja, koji su obilježili tu vrstu publicistike u Istri od 1950-ih (Istarski borac, Ibor, Istarski mozaik i Istra). Od osnutka časopisa njegov je urednik Boris Domagoj Biletić, a grafički ga najdulje oblikuje najprije Alfio Klarić, a zatim David Ivić. Godine 1997. Ogranak pokreće vlastito nakladništvo (djela iz područja književnosti, povijesti, filozofije, drugih grana umjetnosti, publicistike, dječje književnosti, prijevodne literature i dr.). U izdanju Ogranka do 2025. objavljeno je 120 knjiga i 30-ak u sunakladništvu te 115 brojeva Nove Istre u 80-ak svezaka. Godine 2018. pokrenut je e-časopis/portal za književnu kritiku Stav.

### Susreti i manifestacije
Članovi IO DHK sudjeluju na književnim susretima i kolokvijima u zemlji i inozemstvu, pojedini su autori dobitnici prestižnih domaćih i međunarodnih književnih nagrada. IO DHK bio je i jest pokretač i/ili suorganizator brojnih književno-kulturoloških manifestacija, poput: Susreta na dragom kamenu u Raklju, posvećenih životu i djelu Mije Mirkovića (Mate Balote), Šoljanovih dana u Rovinju, Verši na šterni u Vižinadi, Badavce (Višnjan), gdje se predstavlja i potiče prozno stvaralaštvo itd. Godine 2003. Ogranak je pokrenuo međunarodne Pulske dane eseja, u sklopu kojih se od 2007. dodjeljuje najznačajnija hrvatska književna nagrada za esejistiku „Zvane Črnja“, zatim 2012. pulski susret Kod Marula za mlade pisce, Prvu čakavsku ligu u Žminju i dr.